# Raul Boesel
Raul de Mesquita Boesel (Curitiba, 4 december 1957)is een voormalig Braziliaans autocoureur. Hij racete onder andere in de Formule 1, CART en in de IRL. Hij heeft 14 keer meegedaan met de Indianapolis 500.
Hij verhuisde naar Engeland in 1980 om te gaan racen in de Britse Formule Ford. In 1981 ging hij in de British F3 racen waarna hij voor McLaren ging testen aan het eind van dat jaar. In 1982 ging hij naar het March team, een jaar later schakelde hij naar Ligier. Hij haalde geen punten in zijn Formule 1-carrière. Hij ging aan het eind van 1983 naar de Verenigde Staten om te racen in het Championship Auto Racing Teams.
In 1987 ging hij naar het World Sportscar Championship. Hij haalde daar de titel in een Jaguar met 5 overwinningen. Hij won het jaar daarna de 24 uur van Daytona samen met Martin Brundle en John Nielsen. Van 1991 tot en met 1998 in de CART, daarna stapte hij over naar de IRL waarna hij in 2005 na enkele jaren in de Copa NEXTEL Stock Car een punt achter zijn carrière zette.

## Indy 500-resultaten
| Jaar | Chassis       | Motor               | Start | Finish                       |
| ---- | ------------- | ------------------- | ----- | ---------------------------- |
| 1985 | March         | Cosworth            | 23rd  | 18th                         |
| 1986 | Lola          | Cosworth            | 22    | 13                           |
| 1988 | March         | Cosworth            | 20    | 7                            |
| 1989 | Lola          | Judd                | 9     | 3                            |
| 1990 | Lola          | Judd                | 17    | 28                           |
| 1992 | Lola          | Chevrolet           | 27    | 7                            |
| 1993 | Lola          | Ford-Cosworth       | 3     | 4                            |
| 1994 | Lola          | Ford-Cosworth       | 2     | 21                           |
| 1995 | Lola          | Ilmor-Mercedes-Benz | 22    | 20                           |
| 1998 | G-Force       | Oldsmobile          | 30    | 19                           |
| 1999 | Riley & Scott | Oldsmobile          | 33    | 12                           |
| 2000 | G-Force       | Oldsmobile          | 24    | 16                           |
| 2001 | G-Force       | Oldsmobile          | 31    | geracet door Felipe Giaffone |
| 2002 | Dallara       | Chevrolet           | 3     | 21                           |